# Galagiji
Galagiji (Galagonidae) su porodica iz reda primata. Blisko su srodni s lorisima i ranije ih se smatralo njihovom potporodicom. Imaju pet rodova i ukupno 25 vrsta.

## Rasprostranjenost
Galagosi žive u Africi, južno od Sahare, ali ih nema na Madagaskaru. U nekim su područjima vrlo česti.

## Opis
Uši i njuškice im završavalju šiljasto, pa im izgled glave malo podsjeća na mačju. Ekstremiteti su puno više prilagođeni penjanju i hvatanju nego brzom trčanju. Krzno im je meko i gusto, a boja se, ovisno o vrsti, kreće između srebrno sive i naranđasto smeđe. Imaju velike oči koje su tipične za životinje koje su aktivne noću. Često čupavi rep je obično duži od polovine dužine tijela. 
Dužina tijela im se kreće od oko 11 cm kod patuljastih galagija do gotovo 50 cm koliko dosižu veliki galagiji uz težinu od 50 grama do oko 2 kilograma, pri čemu su mužjaci oko 10% teži od ženki. 

## Način života
Galagiji su brzi i mogu skakati na udaljenosti do 12 m (za razliku od lorisa koji su spori i gotovo uopće ne skaču). Vrlo su aktivni noću, ali ne isključivo. Veći dio dana provode mirujući u gustoj vegetaciji ili u dupljama u stablima.
Socijalno ponašanje im je različito. Ponekad se okupljaju na spavanje u velike grupe da bi se, nakon buđenja, razišli u pojedinačnu potragu za hranom. Ponekad se sreću grupe od sedam do devet životinja koje žive zajedno, a porodične grupe su česte. Galagosi su teritorijalne životinje i brane svoje područje (odnosno, zajednički brane područje na kojem živi grupa) od uljeza, a ponekad samo od istospolnih pripadnika svoje vrste. Mnoge vrste trljaju ekstremitete urinom i tako obilježavaju svojim mirisom područje kojim se kreću a smatraju ga svojim. Glasanjem koje podsjeća na plač malih beba obilježavaju svoje područje, dok drugačijim glasovima upozoravaju jedinke svoje vrste na opasnost.

## Hrana
Galagosi se od vrste do vrste značajno razlikuju. Neke su vrste pretežno kukcojedi, dok u prehrani drugih preteže biljna prehrana (lišće, voće ili sokovi drveća).

## Razmnožavanje
Nakon skotnosti od četiri mjeseca, ženke dva puta godišnje donose na svijet dvoje (rjeđe jedno ili troje) mladunaca. Ponekad se majka radi koćenja povlači iz grupe, kako mužjak ne bi ubio novorođenčad. U dobi od 4 tjedna mladunci počinju jesti i čvrstu hranu, a sa šest do jedanaest tjedana prestaju sisati. Spolnu zrelost dosižu u dobi od godinu dana. Životinje u zatočeništvu mogu doživjeti do 16 godina, ali u prirodi rijetko dožive više od osam godina. 

## Ugroženost
Za razliku od drugih primata galagosi su u prirodi još prilično česti. 

## Rodovi
- Euoticus imaju nokte oblikovane na poseban način.
- Galago odnosno obični galagiji za razliku od drugih rodova ne žive samo u šumama, nego ih se može sresti i u savanama.
- Sciurocherius su obilježeni kretanjem koje podsjeća na žabe.
- Galagoides, ili patuljasti galagiji su najmanji pripadnici ove porodice.
- Otolemur, za velike galagije su tipični čupavi repovi. To su najveći galagiji.